# تشارلز هنري قاولد
تشارلز هنري قاولد هو أمين مكتبة كندي، ولد في 6 ديسمبر 1855، وتوفي في 30 يوليو 1919.